# مركز البحوث والتوثيق في سراييفو
مركز البحوث والتوثيق في سراييفو (بالبوسنوية: Istraživačko dokumentacioni centar Sarajevo)‏ كان مؤسسة مقرها في سراييفو عاصمة البوسنة والهرسك بتمويل جزئي من الحكومة النرويجية بهدف جمع الحقائق والوثائق والبيانات حول الإبادة الجماعية وجرائم الحرب وانتهاكات حقوق الإنسان في البوسنة والهرسك. ووصفت نفسها بأنها مؤسسة مستقلة وغير حكومية وغير ربحية ومهنية وغير حزبية. حقق مركز البحوث والتوثيق في سراييفو في القضايا بغض النظر عن الانتماء العرقي أو السياسي أو الديني أو الاجتماعي أو العرقي للضحايا.
يتكون المركز من أعضاء مستقلين ومثقفين ومهنيين من مختلف التخصصات الأكاديمية. تم توفير جميع وثائق مركز الدفاع الإقليمي (شهادات الشهود والصور والفيديو وما إلى ذلك) للمحكمة الجنائية الدولية ليوغوسلافيا السابقة في لاهاي وكذلك للمحاكم البوسنية والمنظمات غير الحكومية والمؤسسات العلمية ووسائل الإعلام.

## كتاب الموتى البوسني
في يناير 2013 نشر مركز البحوث والتوثيق في سراييفو بحثه الأخير حول ضحايا الحرب في البوسنة والهرسك بعنوان كتاب الموتى البوسني. تتضمن قاعدة البيانات هذه 97207 اسم مؤكد لمواطني البوسنة والهرسك الذين قُتلوا خلال حرب 1992-1995 بالإضافة إلى 5100 اسم غير مؤكد. قام فريق دولي من الخبراء بتقييم النتائج قبل إصدارها. وصفها رئيس الوحدة الديمغرافية للمحكمة الجنائية الدولية ليوغوسلافيا السابقة إيوا تابو بأنها «أكبر قاعدة بيانات موجودة عن ضحايا الحرب البوسنيين».
من بين 97207 ضحية تم توثيقها بحلول عام 2013:
- 60٪ كانوا جنود و40٪ مدنيون.
- 90٪ كانوا من الذكور.
- كان 62٪ من البوشناق و25٪ من صرب البوسنة والهرسك وما يزيد قليلا عن 8٪ من الكروات.
- من الضحايا المدنيين كان 82٪ من البوشناق و10٪ من الصرب البوسنيين و6.5٪ من الكروات البوسنيين مع عدد قليل من اليهود والغجر وغيرهم.

من المحتمل أن تكون النسبة المئوية للضحايا المدنيين أعلى لو لم يبلغ الناجون عن أحبائهم بأنهم «جنود» للحصول على الخدمات الاجتماعية وغيرها من مزايا ما بعد الوفاة.

## أطلس جرائم الحرب البوسنية
أطلس جرائم الحرب البوسنية هو مورد عبر الإنترنت تم تطويره من خلال الاستعانة بمصادر خارجية للبيانات والأدلة الموثقة التي جمعها مركز البحوث والتوثيق في سراييفو ومصادر أخرى وباستخدام تقنية جوجل إيرث مع معلومات دقيقة ومواقع جغرافية لجميع الموثقة جرائم الحرب والخسائر في صفوف المدنيين والعسكريين والممتلكات المدمرة والمتضررة خلال حرب 1992-1996 في البوسنة والهرسك. وهي متاحة للبحث عبر الإنترنت.